# 保卫上海话
保卫上海话，因2000年代以来，由于过激“推普”导致上海市民尤其是少年儿童上海话水平下降甚至出现完全不会讲的情况，上海各界如沪剧演员马莉莉和上海滑稽剧团副团长钱程等要求保护传承上海话的呼声越来越高，从政府到民间都通过多种形式的方法传承、抢救上海话，上海掀起了“保卫上海话”的热潮。

## 背景

### 开埠
随着上海开埠，外地人口大量涌入，上海话受到多個吳語方言（蘇州話、寧波話）以及官話方言影響。

### 二十一世纪前后
随着推廣普通話，越来越多上海小孩在學校裡面被强制要求讲普通话，結果很多年輕一代講的上海話懒音很严重，還有些人根本說不來上海話。
近三十年来，由于普通话推广以及对普通话的依赖，上海话的造词能力严重衰退，只出现了一种语式“弗要忒……”，以及“淘浆糊”等屈指可数个几个新词。新派上海话裡面，尖团音被简化，也有出现鼻音脱落的现象。
曾有人在新民晚报上發表文章認為“在浦东讲上海话是没文化的表现”，結果該文章遭到上海本地人的批评。影响最大的是2009年年底的“团团门”事体，當時有人向动感101節目發短信，要求不要講上海話，結果主持人晓君要求發短信的人团成一个团的姿势並比较圆润的方式离开上海。最終曉君道歉。而電台對主持人的处理结果也让部分上海市民开始怀疑相关部门在上海推广普通话的动机。

## 方法

### 从小孩抓起
2013年开始，根据有关市政协委员的提案，上海當局在浦东、黄浦、徐汇、静安、长宁、普陀、闸北、虹口、杨浦、闵行等10個中心城区的24所幼儿园试点上海话教育体验活动，各试点幼儿园教师在“游戏”“生活”以及“运动”三个板块裡面用上海话與儿童交流，指导儿童学唱上海话童谣，开展上海话儿童游戏。
2016年，上海市语言文字工作者协会在总结各试点幼儿园的工作经验基础上，出版了《幼儿园上海话教育体验活动方案选编》。

### 其他
上海的广播电视台也有一些保留方言的节目。例如新闻坊每週日的一個版塊「閒話上海」就是用上海話播報。不過节目里的上海话受到普通话影響，用词和发音與過去有很大不同。